# 어나더 Another
《어나더 Another》(Another アナザー)는 일본에서 제작된 후루사와 켄 감독의 2011년 공포 영화이다. 동명의 소설 어나더에 기반을 둔다. 야마자키 켄토 등이 주연으로 출연하였다. 2012년 8월 4일 도호에 의해 일본에서 개봉되었다.

## 출연

### 주연
- 야마자키 켄토
- 하시모토 아이
- 가토 아이
- 하카마다 요시히코

### 조연
- 아키즈키 미카
- 이노와키 카이
- 사토 히로코
- 츠미키 미호
- 마사나 보쿠조
- 미우라 마사키
- 오카야마 아마네
- 우지 키요타카

## 기타
- 원작자: 아야츠지 유키토
- 미술: 마루오 토모유키